# یواس‌اس منیفی (ای‌پی‌ای-۲۰۲)
یواس‌اس منیفی (ای‌پی‌ای-۲۰۲) (به انگلیسی: USS Menifee (APA-202)) یک کشتی بود که طول آن ۴۵۵ فوت (۱۳۹ متر) بود. این کشتی در سال ۱۹۴۴ ساخته شد.